# Libenlärka
Libenlärka (Heteromirafra archeri) är en fågel i familjen lärkor inom ordningen tättingar. Den förekommer enbart mycket lokalt i södra Etiopien och nordvästra Somalia. Arten är mycket fåtalig och anses vara akut hotad.

## Utseende och läte
Libenlärka är en liten (14 cm), storhövdad och kortstjärtad lärka. Ovansidan ser fjällig ut. Karakteristiskt är ett blekbeige centralt hjässband. Liknande sångbusklärkan har längre stjärt och rostfärgade fläckar på vingen i flykten. Sången är kort, tre till fem melodiösa avklippta visslingar levererade i hög sångflykt.

## Utbredning och systematik
Arten förekommer endast i södra Etiopien (Libenplatån) samt höglänta områden i nordvästra Somalia, även om populationen i Somalia tros numera vara utdöd. Populationen i Etiopien urskildes som den egna arten sidamolärka (Heteromirafra sidamoensis), men har visat sig vara synonym med libenlärkan och förs numera hit.

### Släktskap
Libenlärkan och dess systerart drakensberglärkan utgör en systergrupp till släktet Mirafra.

## Levnadssätt
I Etiopien har alla tillförlitliga fynd gjorts i eller i närheten av gräsmarker. Den verkar föredra medelhögt (5-15 cm) gräs och har aldrig hittats bland odlade grödor. Bon, grässkålar som placeras på marken, har noterats i juni med en kull på tre ägg. Fågeln undviker öppna ytor, flyger ogärna och kryper hellre genom gräset. Födan är okänd.

## Status och hot
Libenlärka har ett mycket begränsat utbredningsområde och världspopulationen uppskattas till högst 250 vuxna individer. Dess levnadsmiljö är dessutom hotat av jordbruk och överbetning, och den minskar i antal. Internationella naturvårdsunionen IUCN kategoriserar därför arten som akut hotad.

## Namn
Fågelns vetenskapliga artnamn hedrar Sir Geoffrey Francis Archer (1882-1964), brittisk upptäcktsresande och guvernör över Brittiska Somaliland 1919-1922 samt generalguvernör över Sudan 1924-1926. Tidigare kallades den archerlärka även på svenska, men justerades 2023 till ett mer informativt namn av BirdLife Sveriges taxonomikommitté. Liben är en zon i södra Etiopien.